# هزارجریب (بروجرد)
هزارجریب روستایی است در شرق شهرستان بروجرد در استان لرستان. این روستا در دهستان والانجرد در بخش مرکزی این شهرستان قرار دارد.

## تپه کوره
تپه کوره مربوط به دوران‌های تاریخی پس از اسلام است و در شهرستان بروجرد، بخش مرکزی، روستای هزار جریب واقع شده و این اثر در تاریخ ۱۲ بهمن ۱۳۸۱ با شمارهٔ ثبت ۷۱۴۷ به‌عنوان یکی از آثار ملی ایران به ثبت رسیده‌است.

## جمعیت
بنابر سرشماری مرکز آمار ایران، جمعیت هزار جریب در سال ۱۳۸۵، برابر با ۲۶۱ نفر بوده‌است که از این میان ۱۲۷ نفر مرد و بقیه زن بوده‌اند. این روستا ۶۹ خانوار جمعیت دارد.